# Falco van Spieveld
Falco van Spieveld (né le 25 mai 2005) est un cheval hongre de saut d'obstacles bai foncé, inscrit au stud-book BWP, monté par le cavalier irlandais Cameron Hanley. 

## Histoire

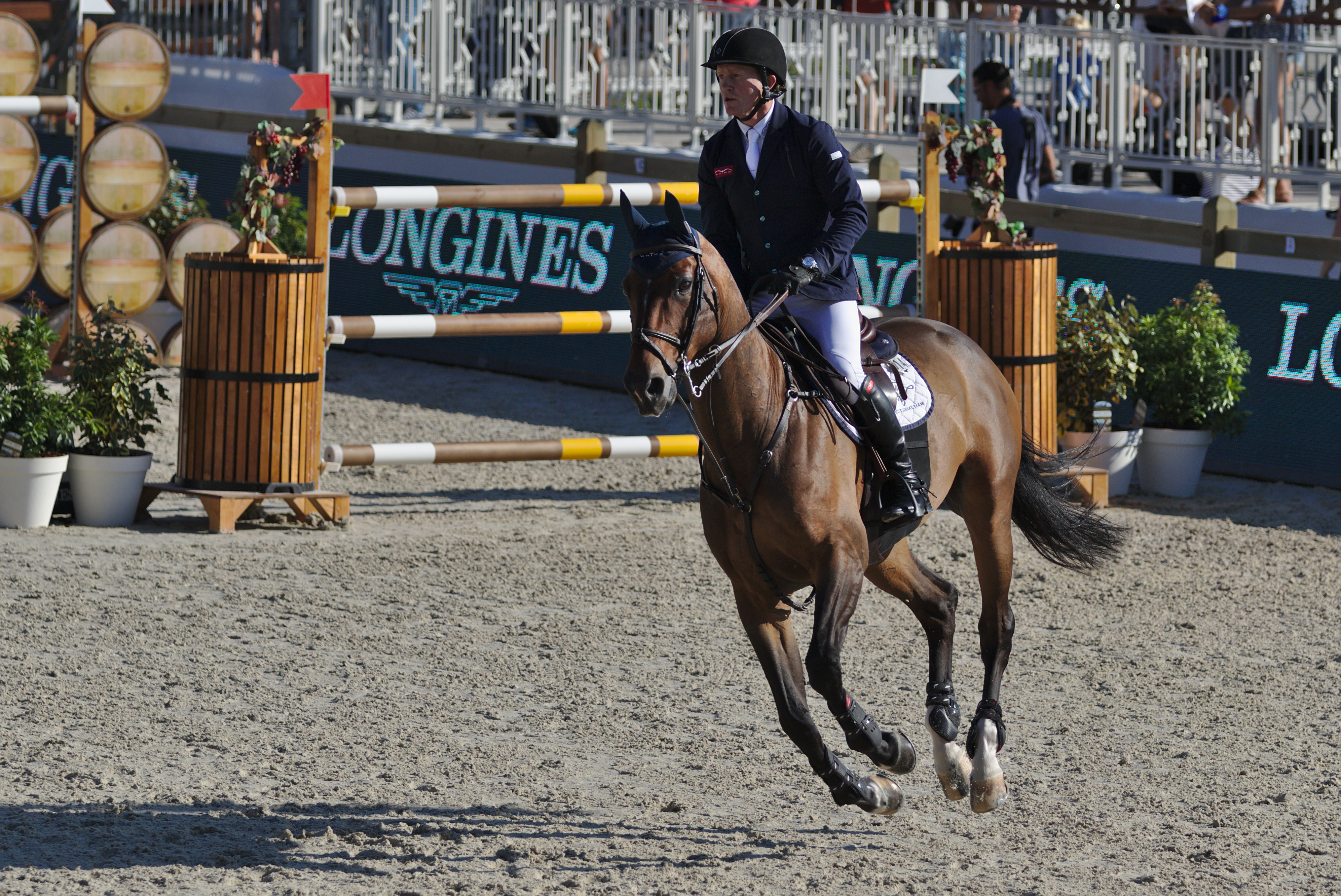
Falco van Spievel monté par Cameron Hanley à lInternational Longines Horse-Show de Lausanne, en 2016.

Il naît le 25 mai 2005 à l'élevage d'André Vercauteren, à Sint-Niklaas, en Belgique. 
En septembre 2016, les écuries de Cameron Hanley le vendent au cavalier norvégien Geir Gulliksen. Il est confié à la cavalière canadienne Nicole Walker en janvier 2017. Cette dernière le monte en compétition à 1,40 m au CSI de Wellington. Durant la saison 2017, elle décroche le titre suprême des cavaliers canadiens de moins de 25 ans avec Falco.
En novembre 2019, Walker est testée positive au dopage avec un dérivé de cocaïne, ce qui compromet la participation du couple aux jeux panaméricains de 2020.

## Description
Falco van Spieveld est un hongre de robe bai foncé, inscrit au stud-book BWP. Il toise 1,64 m.

## Palmarès
- 4e du Grand Prix CSI4* de Munster
- 4e du CSI3* de Millstreet
- 2 novembre 2018 : vainqueur de l'épreuve de vitesse du Canadian Show Jumping Championship[9]

## Origines
Falco van Spieveld  est un fils de l'étalon BWP Toulon et de la jument Melissa, par Lys de Darmen.